# Bni Sidel Louta
Bni Sidel Louta (franska: Bni Sidel Louta (CR), Bni Sidel Louta (Commune Rurale), arabiska: بني شيكر) är en kommun i Marocko.   Den ligger i provinsen Nador och regionen Oriental, i den nordöstra delen av landet, 400 km öster om huvudstaden Rabat. Antalet invånare är 7 331.